# Attila
För andra betydelser, se Attila (olika betydelser).

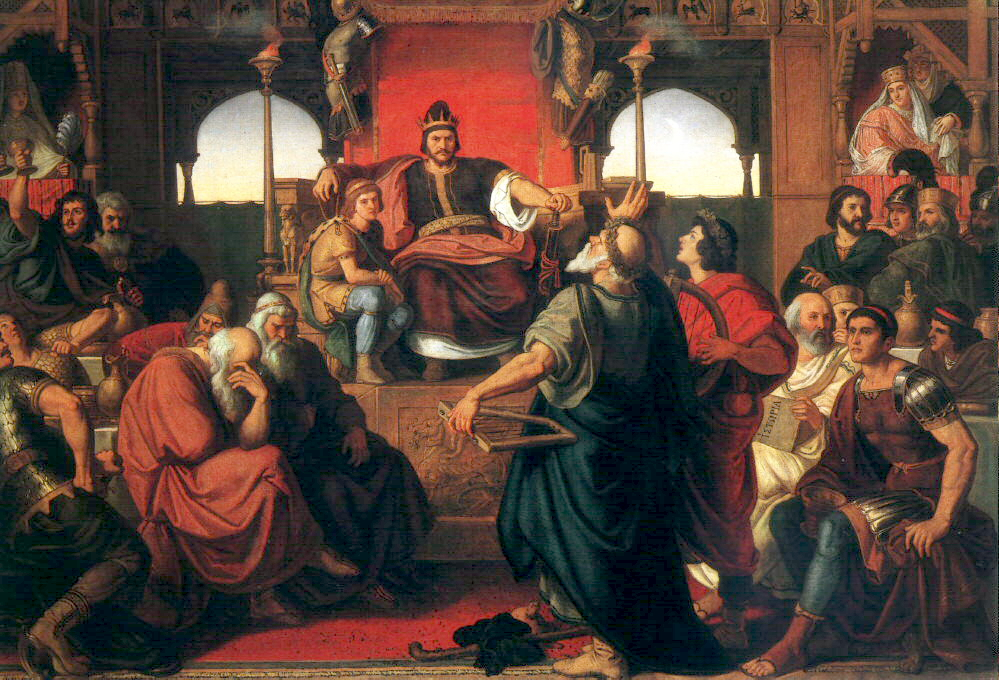
Mór Thans målning "Attilas gästabud", efter ett fragment av Priscus historia (Priscus ses till höger, klädd i vitt med sin historia i handen): "När kvällen föll tändes facklor, och två barbarer kom framför Attila och sjöng sånger de hade komponerat, lovsjöng hans segrar och stora dåd i krig. De festande skådade sångarna och en del gladdes av sångerna, andra kände blodet strömma till vid minnet av striden, medan andra föll i gråt - de vars kroppar försvagats av tiden och vars ande sökte vila."

Attila (cirka 406–453) var hunnernas kung 434–453. Han kallades av samtiden Guds gissel. Attila härskade över ett stort antal folk främst i östra Europa. Hunnerriket var Europas största rike i sin tid och sträckte sig från Donau upp till Östersjöns sydkust, och från Svarta havet in i Centraleuropa. Två gånger invaderade han Balkan och nådde andra gången fram till Konstantinopel som omringades. Han nådde Orléans och han drev påven från sitt residens i Ravenna. Han förekommer i de nordiska fornaldarsagorna under namnet Atle.

## Biografi
Attila blev kung tillsammans med sin bror Bleda efter farbrodern Rua. Tillsammans ledde de erövringskrig fram till Bledas död 445; Bleda ska ha dödats under en jaktutflykt, och det påstås att det var Attila som beordrade mordet på brodern.
Hunnernas fortsatta erövringståg hejdades av romarna och en allians av västgoter och andra germanfolk i slaget vid Katalauniska fälten år 451, sydost om nuvarande staden Reims i Frankrike.
Attila hann med ytterligare ett fälttåg (i Italien) innan han hastigt avled 453; den vanligaste och äldsta skildringen av Attilas död säger att han drabbades av näsblod på bröllopsnatten (hans senaste brud ska ha varit en gotisk kvinna vid namn Ildico) och kvävdes. Attilas eftermäle domineras av demoniseringen av honom. Som figuren Atle i Völsungasagan dödas han av sin fru Gudrun. Den förra versionen skrevs ned av den samtida historikern Priscus och föredras av nutida forskare. Den senare versionen är sannolikt först nedskriven av den romerska ämbetsmannen Marcellinus Comes, omkring 80 år efter händelserna. Attila förekommer även som Etzel i Nibelungenlied, men till skillnad från den skandinaviska versionen av samma historia överlever han.
Tre av Attilas söner, Ellak (Attilas officielle arvinge), Dengizik och Ernak, stred om makten i riket och besegrades snart (slaget vid Nedao) varefter riket splittrades och gick under.

## Namnets etymologi
Forskare är inte överens om betydelsen av namnet Attila, inte ens om vilket språk det tillhör. Vissa antar att det är ett hunniskt namn, och Pritsak har föreslagit betydelsen "oceanisk, universell härskare". Andra identifierar det med ett gotiskt ord som betydde "lille far".

## Utmärkelser
Asteroiden 1489 Attila är uppkallad efter honom.